# 血の日曜日事件 (1920年)
血の日曜日事件（アイルランド語: Domhnach na Fola、英語: Bloody Sunday）は、1920年11月21日にアイルランド独立戦争中のダブリンで発生した事件。14人のイギリス人、14人のアイルランド人市民、3人のアイルランド共和軍 (IRA) 捕虜が殺害され、合計では31人の犠牲者が発生した。
事件は大きく3つに分けられる。発端となったのはIRAによる、イギリス政府がダブリンで構築していたスパイ網「カイロ・ギャング」のメンバーの暗殺である。12人のイギリス陸軍士官とロイヤル・アイリッシュ・コンスタビュラリー (RIC) の警察官が一人、市民の情報提供者が一人殺害された。
そのあと午後には、イギリス軍の部隊がクローク・パークで行われていたゲーリック・フットボールを観戦中の民衆に発砲し、14人の市民が殺害された。
さらに夕方にダブリン城において拘留されていたIRAの捕虜が逃亡を企てたとして、イギリス軍の兵士により虐待され殺された。

## 背景
中世からイギリスの度重なる侵略を受けていたアイルランドは、17世紀のクロムウェルのアイルランド侵略により事実上イギリスの植民地となった。1800年にアイルランド王国はグレートブリテン王国と合同しグレートブリテン及びアイルランド連合王国が成立した。19世紀末からアイルランド民族主義が高まり、アイルランド人は自治または独立を要求するようになった。イギリスの政治家もこの問題を認識しており、自由党は数度に渡ってアイルランド自治法の成立を目指したが、1886年には保守党の反対により庶民院で否決され、1893年には庶民院は通過したものの貴族院の反対で成立ならず、そして1914年にようやく成立したものの、今度は第一次世界大戦の勃発で施行が延期された。このことは1916年のイースター蜂起の背景となった。イースター蜂起における民族主義者の反乱は民衆の支持を集めなかったが、事件後にイギリス政府が首謀者を軍法会議を経て即決で処刑したため、イギリス政府への反感と反乱者への同情が集まった。1918年に初の総選挙が行われ、招集されたドイル・エアランではアイルランド民族主義政党であるシン・フェインが過半数を占めた。議会はアイルランド義勇軍を改組してアイルランド共和軍 (IRA) を設立し、閣僚を選任した。1919年1月にIRAのメンバーがティペラリー県において2人の警官を殺害したことでアイルランド独立戦争が開始された。
イギリス政府は、アイルランドの警察組織であるロイヤル・アイリッシュ・コンスタビュラリー (RIC) やイギリス陸軍を用いてIRAの活動を抑え込もうとした。さらに第一次世界大戦の帰還兵からなるブラック・アンド・タンズやオーグジリアリー・ディヴィジョンと呼ばれる民兵組織を設立しRICに組み込んだ。これらの組織のメンバーによる残虐さと暴力性は、IRAメンバーだけでなくアイルランド市民にも向けられた。
独立戦争は、郊外においてはイギリス側部隊や施設に対するIRAのゲリラ攻撃、ダブリン市内においては要人の暗殺とそれに対する報復の形をとることになった。

### コリンズの計画
イギリス政府の諜報機関とイギリス軍情報部は、ダブリンにおいて1920年後半までにカイロ・ギャング（市内のグラフトン・ストリートにあったカイロ・カフェという喫茶店をひいきにしていたこと、第一次世界大戦中のエジプト・パレスチナ戦線に従軍していたためにこの名がつけられた）と呼ばれている組織を含め、大規模な諜報網を構築していた。IRAの参謀長であるMulcahyはこのスパイ網について「きわめて危険かつ巧妙に配置されたスパイ組織」だと述べている。
1919年にアイルランドの財務大臣に就任したマイケル・コリンズは、秘密裡にアイルランド共和同盟の指導者とIRAの情報局長も務めていた。諜報組織を放置しておくと首都におけるIRAが壊滅しかねないとして、1920年11月にコリンズはイギリスのスパイの暗殺を指令した。IRAではイギリスの秘密組織により独立派の指導者陣の暗殺が行われることになるだろうとも警戒していた。ディック・マッキーが計画立案の責任者に任命された。イギリスのスパイの住所は独立派に同情的なメイド、イギリス軍将校たちの不注意な会話の立ち聞き、RIC内部に存在したIRAの情報提供者などから入手された。スクワッドおよびIRAダブリン旅団のメンバーから構成される暗殺チームは、11月20日にダブリン市内8か所における20人のターゲットに関するブリーフィングを受けた。コリンズの計画では50人以上のイギリス軍将校とスパイの殺害を予定していたが、スパイである証拠が不足しているとする国防大臣のカハル・ブルハの主張によってその数は35に減らされた。

## 血の日曜日

### 午前

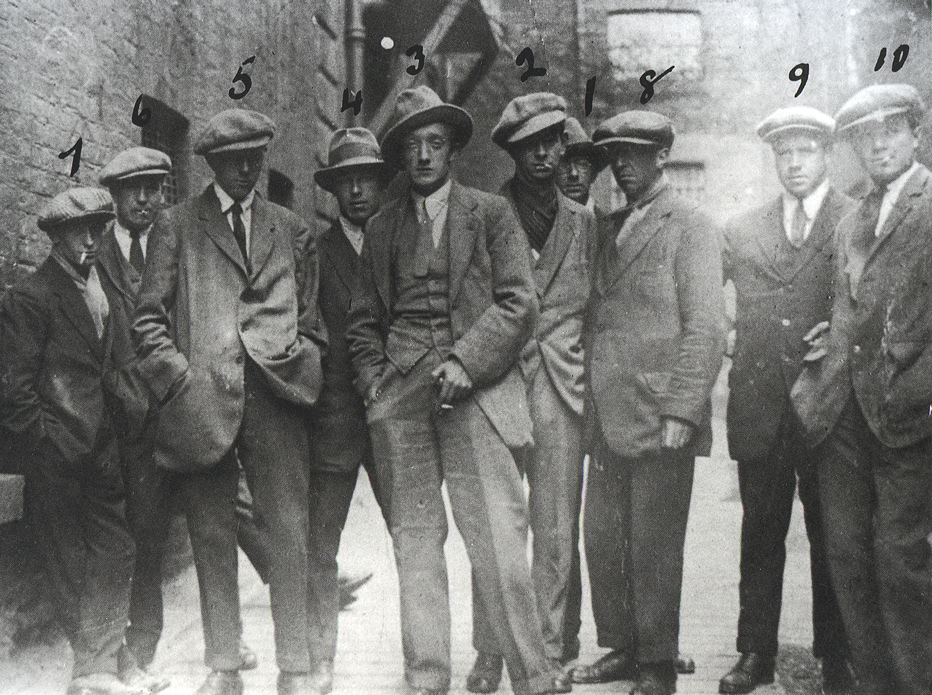
事件により大半のメンバーが殺害されたカイロ・ギャング

21日の早朝にIRAのチームは作戦を決行した。オコンネル・ストリートのグレシャム・ホテルでの発砲を除いて、大半の襲撃はダブリン市内南部の狭い中流階級地区に集中していた。ペムブローク・ストリート28番地においては4人のスパイが殺された。下マウント・ストリート22番地ではイギリス軍将校1人が殺され、1人がかろうじて難を逃れた。発砲により警報が出され建物はオーグジリアリーにより包囲された後に銃撃戦となり、2人のオーグジリアリー隊員が殺されIRAのフランク・ティーリングが負傷し捕虜となった。後にアイルランドの首相となったショーン・レーマスは、同じくマウント・ストリートにおけるバジャリー大佐の殺害に関与している。この他にも同じ通りで3人のスパイが殺された。数街路離れたバゴット・ストリート、フィッツウィリアム・スクエア、モアハンプトン・ロード、アールズフォート・テラスでも襲撃が行われた。
合計で13人が殺害され、6人が負傷した。この中にはスパイであると疑われていた者、政治的なかかわりを一切持っていなかった者、2人のオーグジリアリー・ディヴィジョンのメンバーが含まれている。イギリス軍に属する4人の犠牲者は情報担当将校、その他の4人はMI6またはMI5の諜報員であった。唯一の捕虜であるティーリングはすぐに脱獄することに成功した。
IRAの1人のメンバーが頭に軽い怪我を負った。35人のターゲット中3分の1だけが殺された。IRAのメンバーの一人であり、後に政治家となったトッド・アンドルーズは「IRAの襲撃の大半は、失敗だったというのが本当のところだ。何件かのケースでは捜してた男たちは隠れ家におらず、探した連中がヘマをやらかしたのだ」と述べている。しかし、この事件はアイルランドにおけるイギリスの諜報活動を頓挫させ、多くのスパイと情報提供者が庇護を求めてダブリン城に押し寄せイギリス政府当局を狼狽させることになった。
コリンズはこの暗殺を次のように擁護している。

私が意図していたのは、品行方正な一般市民の生活を悲惨なものにしていた望まれぬ者たちを破壊することだった。私は、これらのスパイ共と情報提供者たちが犯した残虐行為が事実であると、私自身を納得させるのに十分な証拠を持っている。付随する目的があるとするならば、危険な爬虫類に対する私の感情だろう。彼らの破壊により雰囲気は甘やかしいものになった。私自身について言えば、私の良心は潔白である。戦時においてスパイと情報提供者を探すのは犯罪ではない。彼らは裁判なく破壊行為を行ったのだ。私は彼らに彼ら自身のコインで払い戻しをしただけだ。

### 午後
ダブリンのゲーリック・フットボール・チームはゲーリック・アスレティック協会のフットボール・グラウンドであるクローク・パークにおいてティパラリーと試合を行う予定であった。喧騒が続くダブリン市内とは別に、戦乱を憂えるダブリン市民は日常生活を続けていた。およそ5000人の市民が午後3時15分から開始される予定の試合を観戦するためにクローク・パークに向かった。
その時観客からは覗えないスタジアムの外では、イギリスの治安部隊が近づいており試合を襲撃する用意を整えていた。兵士を乗せた車両は北西のクロンリフ・ロードから、オーグジリアリーと警察の部隊は南方および運河地区からスタジアムへと向かった。彼らは、グラウンドを包囲し、出入り口を固め、スタジアムにいるすべての男を身体検査するよう命令されていた。当局は事件後に、彼らはメガホンで全員が身体検査されること、従わずにスタジアムを離れる者は撃たれるとアナウンスするつもりであったとコメントした。しかし何らかの理由により、部隊がスタジアムについてすぐの3時25分に発砲が生じた。
何名かの警官はのちに、まずIRAの哨兵により発砲されたと主張したが、これは証明されていない。マンチェスター・ガーディアン紙とデイリー・ニュース紙の特派員は目撃者にインタビューを行い、問題の「IRAの哨兵」はただのチケット売りであったと結論している。
このフットボール・グラウンドでは、チケットはゲートの外で売り子によりチェックされていた。売り子は哨兵のように見える服装をしていたかもしれず、数十もの軍用トラックを見て当然のことながら内部に逃げた。アイルランドでは、通り過ぎる軍用トラックに不必要に身をさらけ出す男はいない。
先頭にいた車両から飛び出した警官は運河地区に面する出入り口へつながる通路を逃げる民衆を追いかけ、回転式の出入り口を突破してライフルとリボルバーを発砲し始めた。アイルランドのフリーマンズ・ジャーナルはつぎのように伝えている。
観客は回転式出入り口の内からの一斉射撃に驚愕した。武装し制服を着た男たちがフィールドに侵入するのが見え、発砲が起きると直ぐにその場に凄まじい混乱が発生した。観客はクローク・パークの逆側に向け殺到し、群衆の頭上に、さらに群衆自体に発砲がおこなわれた。
警官隊は20秒ほど発砲を続けた。指揮官のミルズ少佐はのちに部下が「手が付けられないほど興奮していた」ことを認めた。数名の警官はピッチから逃げまどう民衆に、スタジアムの外では運河地区の壁を越えようとする民衆にカナル・ブリッジから発砲した。スタジアムの逆側でクロンリフ・ロードにいた兵士は、一斉射撃の音と、さらにそれに続いてパニックになった人々が逃げてくるのを見て驚愕した。スタジアムを次々に脱出する観衆を止めようとして、セント・ジェームズ・アベニューにいた装甲車から機関銃が人々の頭上に向けて威嚇射撃された。
ミルズ少佐が部下の統制を取り戻した時点で、装甲車からの50発の弾を除き、114発のライフル弾、不明量のリボルバー弾が警官たちにより発射されていた。7人がその場で死亡し、5人が重傷を負いのちに死亡、2人が群衆の下敷きになり死亡した。犠牲者の中には5日後に結婚する予定の婚約者と来ていたジェニー・ボイル、10歳と11歳の二人の子供が含まれていた。2人の選手も撃たれてマイケル・ホーガンが死亡した。警官側には死者、けが人はいなかった。
発砲が終わった後、警官隊は残った観衆がスタジアムを離れる際に身体検査を行い、1丁のリボルバーが押収された。ある家屋の持ち主は、逃げる観衆のひとりが庭に放り投げていったと証言した。グラウンドが空になった後にスタジアムで武器の捜索が行われたが、ミルズ少佐によると何も見つからなかった。
警官たちの行為は許可を受けていたものではなく、ダブリン城に本部を有するイギリス政府の出先機関は恐慌に陥った。事件の真相を糊塗しようと、次のようなコメントが発表された。

数名の男が変装した上でダブリンにやって来てティパラリー対ダブリン戦を観戦するように要請した。しかし、彼らの真の意図はその日の朝にダブリンで発生した殺人を伴う暴動に参加することであった。土曜日にそれらのガンマンたちがクローク・パークに現れるのを知った国王陛下の部隊は、フィールドを襲撃した。当初の目的は将校1人がフィールドの中心へと行き、メガホンで殺人者たちに前に進み出るように伝えることであった。しかし彼らが近づいたところ、武装した哨兵が警戒を発した。手配犯に警告するため発砲したが、犯人の扇動により群衆が殺到し、混乱を利用して犯人は逃走した。
独立戦争の期間中常に独立反対の主張を貫いたタイムズ紙や、当時ダブリンを視察していたイギリス労働党の使節団はこのコメントを嘲笑した。問題の部隊の責任者であったイギリス軍のフランク・クロツィアー准将は、クローク・パークにおけるオーグジリアリーの引き起こした正当化できない行為に対する公的な隠蔽を理由に辞任した。彼の部下の一人はブラック・アンド・タンズは一切挑発などがなかったにもかかわらず群衆に発砲したと報告していた。
この事件に関して2件の軍法会議が開かれ、RICによる発砲は命令無しに、状況の許す限度を超えて行われたと結論づけた。ダブリン地区の責任者であるボイド少将は、個人的な見解として「包囲された状況で起こった発砲を除き、件の発砲事件は命令もなく無差別的に、正当化できぬ状態で行われた」とコメントした。法廷での評定はイギリス政府により伏せられ2000年になるまで公表されなかった。

### 夕方

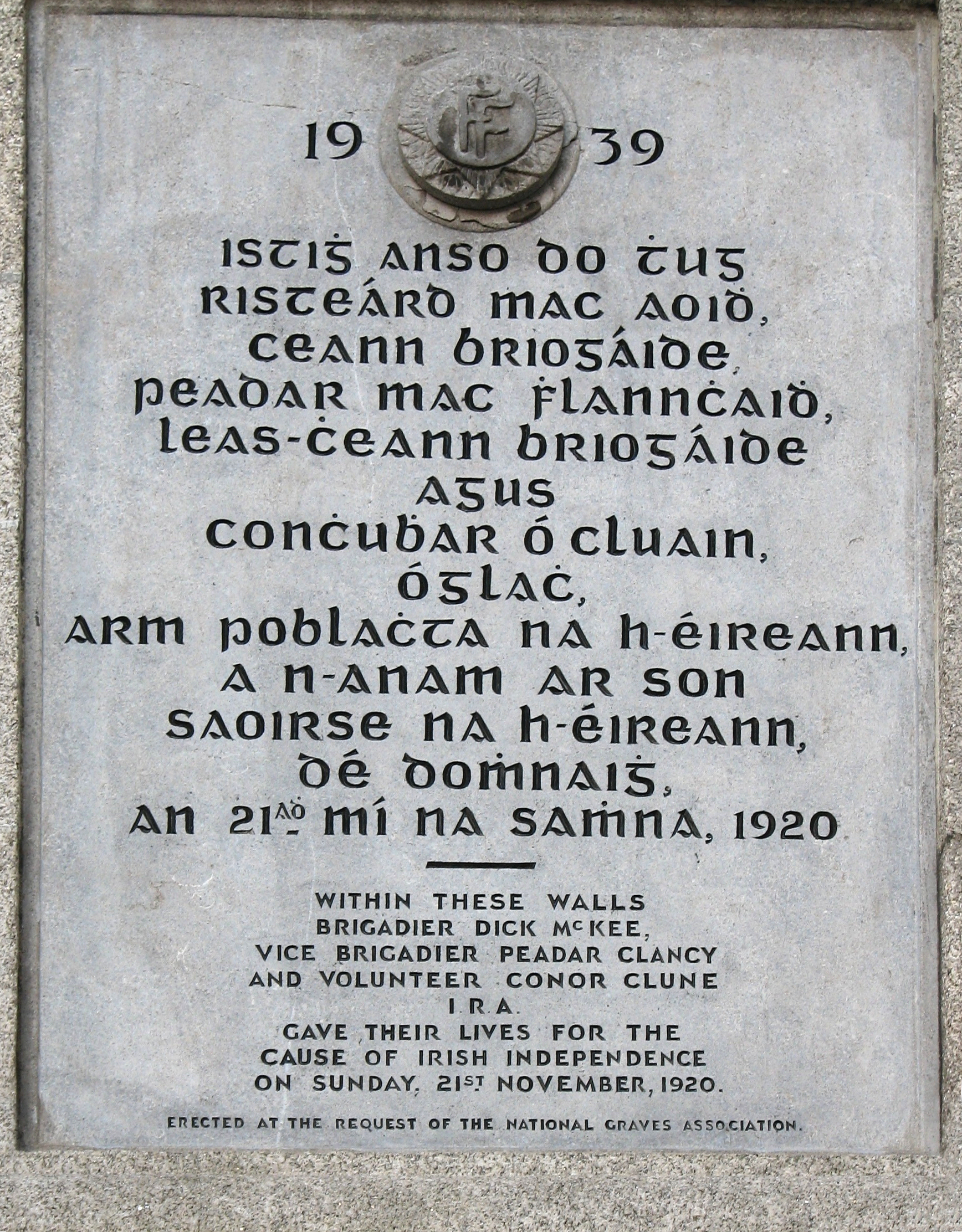
rightダブリン城で殺害された3人の義勇兵を讃える記念碑

同じ日の夕刻に、IRA高級将校であり、イギリスのスパイ殺害計画に関与したディック・マッキーとピーダー・クランシーともう一人のIRA兵士コナー・クルーンが、捕虜となり収監されていたダブリン城において拷問されさらに射殺されたとされる。担当者は、牢獄に空きがなかったために武器が置かれている詰所に臨時に収容しており、そこで逃げ道を作っているのを見つけたために殺害したとしている。

## その後
オーグジリアリーとブラック・アンド・タンズの振る舞いは、独立戦争においてアイルランドの民衆が反王室にまとまるのに一役を買うことになった。数名のイギリスの政治家や国王は、国王陛下の部隊に対する恐れを率直に表した。民衆の殺害は世界中で紙面を飾り、イギリス政府に対する信用を失墜させた。イギリス国内においては、少なくともしばらくの間は、IRAによる暗殺のほうが注目を集めていた。暗殺された9人のイギリス軍兵士の葬列はロンドン市内をめぐり、ウェストミンスター寺院とウェストミンスター大聖堂で式が執り行われた。 アイルランド議会党所属のイギリス議会議員ジョゼフ・デヴリンが議会においてクローク・パークでの発砲事件を取り上げようとしたところ、彼は大声で野次られ、議場で取っ組み合いが起こり、議事停止となった。
カイロ・ギャングの崩壊はアイルランドにおけるイギリス政府の諜報にとり大きなダメージとなり、この事件にたいする民衆の反発はイギリスによるアイルランド支配の大義を揺るがせ、エイモン・デ・ヴァレラの指揮するアイルランド独立運動を勢いづかせた。ゲーリック・フットボール協会ではクローク・パークのスタンドの一つに事件で死亡したホーガンの名をつけている。
マッキーとクランシーを密告したジェームズ・「スカンカー」・ライアンは1921年2月にIRAにより殺害された。
IRAによる暗殺は独立戦争の期間中続き、ダブリン旅団による都市ゲリラ戦によりより大規模なものになった。1921年の春までにイギリスはダブリンにおける諜報網を再構築し、IRAでは再びスパイの暗殺を計画したが、7月11日の停戦により決行されずおわった。

## 2011年のエリザベス女王のアイルランド公式訪問
2011年5月17日(火)から20日(金)にかけて、イギリスの君主としては100年ぶりにエリザベス女王がアイルランドを訪問した。国賓としての訪問だった。訪問初日に女王は、アイルランド独立のために亡くなった人々を讃えた「追悼の庭(Garden of Remembrance)」にてアイルランド大統領とともに献花した。訪問2日目の18日(水)には、第一次世界大戦中にイギリス兵として戦死したアイルランド人を追悼する「アイルランド国立戦争記念庭園(Irish National War Memorial Gardens)」を訪問し、ここでも献花した。同日には1920年の血の日曜日事件の舞台になったクローク・パーク競技場を、事件から90年と4ヵ月後に訪問した。英女王は18日(水)夜にダブリン城で開かれた公式晩餐会の席で、英愛間の問題で命を落とした人々や負傷した人々や遺族に対し「心からの思いと深い同情(my sincere thoughts and deep sympathy)」を表明した。

## 誤解
- クローク・パークの事件の責任をオーグジリアリーに負わせる資料が多い。警察による襲撃隊がディーポウ中隊の臨時士官候補生部隊により構成され、オーグジリアリーのミルズ少佐に率いられていたのは事実であるが、目撃者によると大半の発砲は一般の警官により行われた[26]。
- 1996年の映画『マイケル・コリンズ』では装甲車がピッチに侵入し上空に発砲している。監督のニール・ジョーダンは警官隊がより恐ろしく見えるように映画のトーンに合わせて改変したとコメントしている。
- 2人の選手が殺されたとされることもある。実際にはホーガンとイーガンの2人が撃たれ、イーガンは病院で死亡している。
- 兵士がコイン投げでクローク・パークで発砲に加わるかサックビル・ストリートでの見張りに着くかを決めたとする者もいるが[27]これを証明するものはない。

## 参照
1. ↑  The Irish War of Independence by Michael Hopkinson (ISBN 978-0717137411), page 91
2. ↑  Michael Smith, The Spying Game (Victor Gollancz Ltd, 1996)
3. ↑  Yigal Sheffy, British Military Intelligence in the Palestine Campaign, 1914–1918 (Cass Series—Studies in Intelligence, 1998
4. 1 2  Hopkinson, Irish War of Independence p. 89
5. ↑  Bowden, Tom (1974). Michael Elliott-Bateman, John Ellis, Tom Bowden. ed. Revolt to revolution: studies in the 19th and 20th century. European experience. The fourth dimension of warfare. 2. Manchester University Press. pp. 252. ISBN 9780874714487
6. 1 2 3  Dwyer, The Squad p. 190
7. ↑  Hopkinson, pp. 89–90
8. ↑  Bennet, The Black and Tans, pp. 121–2
9. ↑  Hopkinson, p. 90
10. ↑  Dwyer, p. 191
11. ↑  Dwyer p. 187; Leeson, "Death in the Afternoon", pp. 58–59
12. ↑  Leeson, p. 52
13. ↑  Leeson, p. 53
14. ↑  Leeson, p. 57
15. ↑  Leeson, p. 58
16. ↑  Leeson, p. 63
17. ↑  Leeson, p. 55
18. ↑  Leeson, pp. 54–5
19. ↑  “Dublin Castle - History - Chapter 16”.   Dublincastle.ie. 2008年4月30日時点のオリジナルよりアーカイブ。2009年11月13日閲覧。
20. ↑  N.Y. Times, Nov. 24, 1920
21. ↑  Hopkinson, Irish War of Independence, p. 88.
22. ↑  Dwyer p. 191
23. ↑  http://www.asahi.com/international/update/0517/TKY201105170585.html
24. ↑  http://www.asahi.com/international/update/0519/TKY201105190410.html
25. ↑  https://www.telegraph.co.uk/news/uknews/queen-elizabeth-II/8522318/The-Queen-in-Ireland-Dublin-Castle-speech-in-full.html
26. ↑  Leeson, pp. 49–50 and passim
27. ↑  Ernie O'Malley, "Bloody Sunday," Dublin's Fighting Story 1916–1921 (Tralee: The Kerryman, 1949)

## 書籍
- Richard Bennet, The Black and Tans, Barnes & Noble, 1959.
- Tom Bowden, "Bloody Sunday—A Reappraisal," European Studies Review, vol 2, no. 1 (1972).
- Tim Carey and Marcus de Búrca, "Bloody Sunday 1920: New Evidence," History Ireland, vol. 11, no. 2 (Summer 2003).
- Tim Pat Coogan,  ' 'Michael Collins (1990, Hutchinson) (ISBN 0-09-174106-8)
- T. Ryle Dwyer, The Squad and the intelligence operations of Michael Collins, Dublin, 2005.
- David Leeson, "Death in the Afternoon: The Croke Park Massacre, 21 November 1920," Canadian Journal of History, vol. 38, no. 1 (April 2003).
- Michael Hopkinson, The Irish War of Independence, Gill & Macmillan, Dublin, 2004.
- Charles Townshend, "Bloody Sunday—Michael Collins Speaks", European Studies Review, vol. 9 (1979).
- Yigal Sheffy, British Military Intelligence in the Palestine Campaign, 1914–1918 (Cass Series—Studies in Intelligence, 1998).
- Michael Smith, The Spying Game (Victor Gollancz Ltd, 1996).